# Norwegian Wood
Norwegian Wood (jap. ノルウェィーの森 Noruwei no mori) – powieść japońskiego pisarza Harukiego Murakamiego.
Powieść została wydana w Japonii we wrześniu 1987 i bardzo szybko stała się bestsellerem. Powstawała w Grecji i we Włoszech. Tytułem nawiązuje do popularnej piosenki The Beatles. Wedle wypowiedzi autora, nie jest to powieść autobiograficzna, wbrew opiniom i oczekiwaniom czytelników.

## Zarys fabuły
Akcja rozgrywa się pod koniec lat 60. XX wieku, których symbolem jest wspomniana piosenka The Beatles Norwegian Wood. Główny bohater to spokojny i dojrzały student Tōru Watanabe, zauroczony tajemniczą Naoko. Jednakże uczucie tych dwojga skażone jest samobójczą śmiercią poprzedniego chłopaka Naoko, a najlepszego przyjaciela Tōru – Kizukiego. Naoko, dziewczyna wrażliwa, reaguje na śmierć Kizukiego i romans z Tōru depresją. Watanabe nie jest w stanie jej pomóc, może tylko obdarzać ją swoim uczuciem podczas rzadkich odwiedzin w sanatorium. Wkrótce w jego życiu pojawia się Midori, dziewczyna o zupełnie innej, dynamicznej osobowości. Mężczyzna konstatuje, że jest zakochany w obydwu dziewczynach, ale uznaje, że potrafi, spotykając się z obiema, być wobec obu uczciwy. Ostatecznie Naoko nie wytrzymuje presji otaczającego świata i, podobnie jak Kizuki, popełnia samobójstwo. Nawet dla silnego Tōru jest to cios, na który reaguje ucieczką i odcięciem się od świata. Później jednak powraca do Midori.
Główny bohater jest zadziwiająco stabilny i trzeźwo myślący na tle otaczających go rówieśników i pędzącego życia. Samobójstwa, tak częste wokół niego, sprawiają mu ból, ale znosi to z podziwu godnym męstwem. Z pozoru banalna historia o dojrzewaniu, jakie spotkać można i w literaturze anglosaskiej, jest jednakowoż pochwałą normalności, tradycyjnych wartości i akceptującej odmienność wrażliwości. Czas akcji – przełomowy rok 1968 – i zachodnie konteksty kulturowe, pozwalają odbierać powieść także w odmiennych od Japonii krajach.
W Polsce książka ta ukazała się w 2006 nakładem Wydawnictwa Muza S.A.

## Geneza tytułu
Oryginalny tytuł, Noruwei no mori, jest standardowym japońskim tłumaczeniem tytułu piosenki The Beatles pod tytułem Norwegian Wood, napisanej przez Johna Lennona z pomocą Paula McCartneya, która często występuje w powieści. Jest to błędne tłumaczenie, ponieważ noruwei no mori oznacza ‘norweski las’, nie zaś ‘norweskie drewno’ (jap. ノルウェーの木材, noruwei no mokuzai), o którym mowa w piosence. W języku angielskim wood oznaczać może zarówno ‘drewno’, jak i ‘las’.

## Adaptacja filmowa
Filmowa adaptacja Norwegian Wood wyreżyserowana została przez Trần Anh Hùnga, twórcę m.in. Rykszarza. Światowa premiera filmu miała miejsce 2 września 2010 roku na Festiwalu Filmowym w Wenecji, zaś w japońskich kinach pojawiła się 11 grudnia.